# Song Yiling
Pour les articles homonymes, voir Song (homonymie).
Dans ce nom chinois, le nom de famille, Song, précède le nom personnel.
Song Yiling, née le 1er janvier 2001 à Shenzhen, est une grimpeuse chinoise.

## Biographie
Song Yiling remporte aux Championnats d'Asie 2017 à Téhéran et aux Championnats d'Asie 2018 à Kurayoshi la médaille d'argent en vitesse. Elle se qualifie pour les Jeux olympiques de Tokyo.

## Palmarès

### Championnats d'Asie
- 2018 à Kurayoshi,  Japon
  -  Médaille d'argent en vitesse
- 2017 à Téhéran,  Iran
  -  Médaille d'argent en vitesse